# Baixa de Cassange
Baixa de Cassange (també Kassanje o Casanje) és un regne d'Angola. Kambamba Kulaxingo en va ser rei fins a la seva mort en 2006. Actualment hi serveix com a rei Dianhenga Aspirante Mjinji Kulaxingo.

## Història
La regió de Baixa de Cassanje, a la província de Malanje, Àfrica Occidental Portuguesa, abans de la independència en 1975, era una zona amb producció important de cotó. El 4 de gener de 1961 es produí la revolta de Baixa de Cassanje, que és considerada un desencadenant de la Guerra de la Independència d'Angola (1961-1974), que en canvi estava sent preparada per diversos grups guerrillers independentistes als països veïns d'Àfrica sota el suport de potències mundials com la Unió Soviètica.